# Louis Marie de Lahaye Cormenin
Louis Marie de Lahaye, vicomte de Cormenin, född 6 januari 1788 i Paris, död 6 maj 1868 i Paris, var en fransk jurist, politiker och journalist.
Cormenin blev deputerad 1828 som moderat vänsterman. Efter julirevolutionen 1830 blev han riksbekant under pseudonymen Timon för sin kritik mot huset Orléans. År 1848 tog Cormenin som president i författningsutskottet en betydande del i utarbetandet av den republikanska konstitutionen. Efter statskuppen 1851 försonade han sig med kejsardömet.
Cormenin var en framstående jurist, bland hans främsta verk märks Questins de droit administratif (2 band, 1882).